# Savka Dabčević-Kučar
Savka Dabčević-Kučar, hrvaška političarka * 6. december 1923, Korčula, Kraljevina Srbov, Hrvatov in Slovencev † 6. avgust 2009 Zagreb, Hrvaška. 
Bila je ena najvplivnejših hrvaških političark v komunističnem obdobju, zlasti med hrvaško pomladjo, ko je bila odstavljena. V politiko se je vrnila v zgodnjih dneh hrvaške neodvisnosti kot vodja Koalicije ljudskega dogovora in Hrvaške ljudske stranke. Med leti 1967 in 1969 je bila predsednica 5. izvršnega sveta (premier) Socialistične republike Hrvaške, ene od osmih republik, ki sodelujejo v njej, in avtonomnih pokrajin Socialistične federativne republike Jugoslavije. Bila je prva ženska v Evropi, ki je bila imenovana za vodjo vlade političnega subjekta, in prva ženska na Hrvaškem po drugi svetovni vojni, ki je opravljala funkcijo, enakovredno predsedniku vlade.